# Pestalozzischule Zwickau

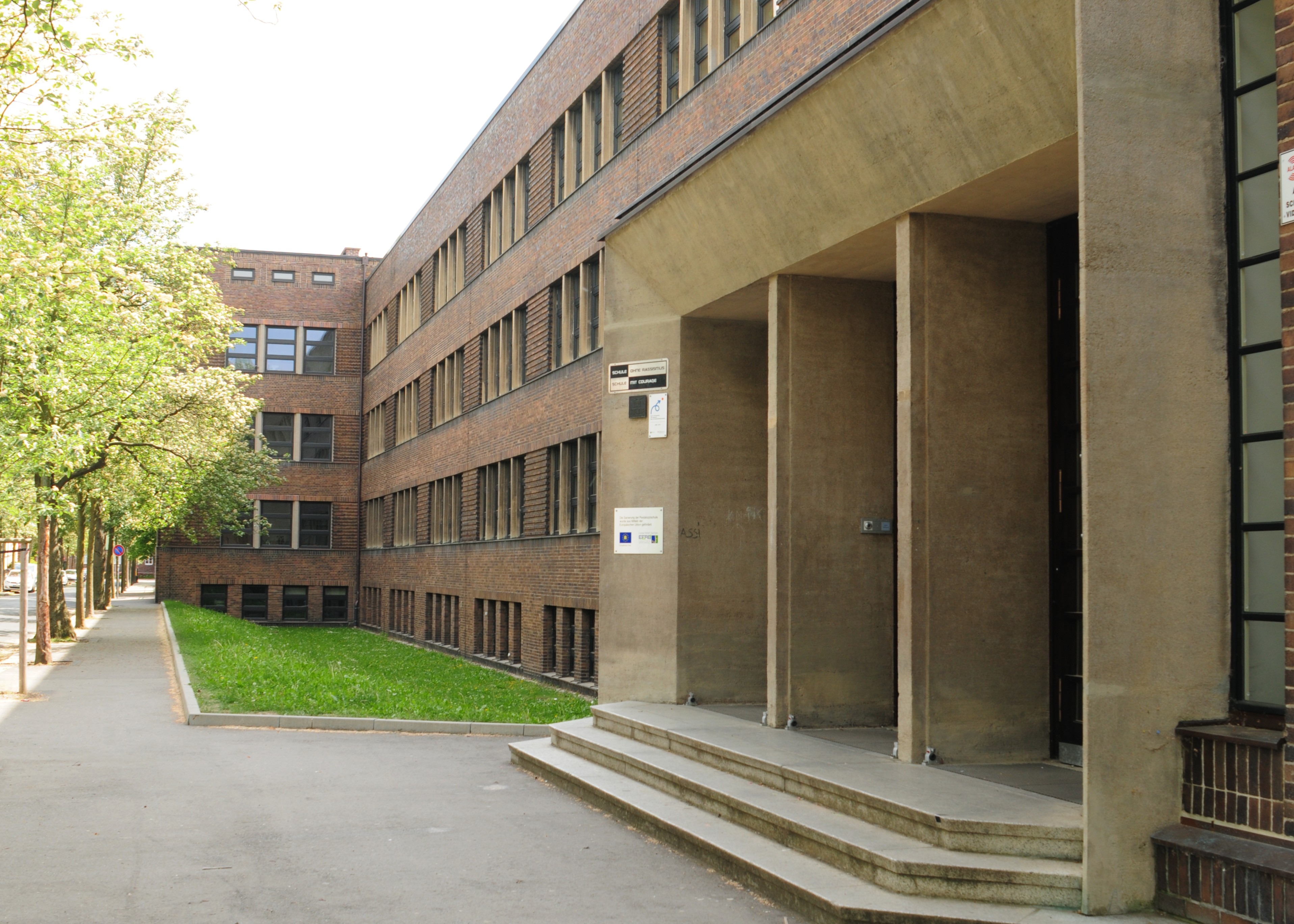
Hauptfassade und Haupteingang

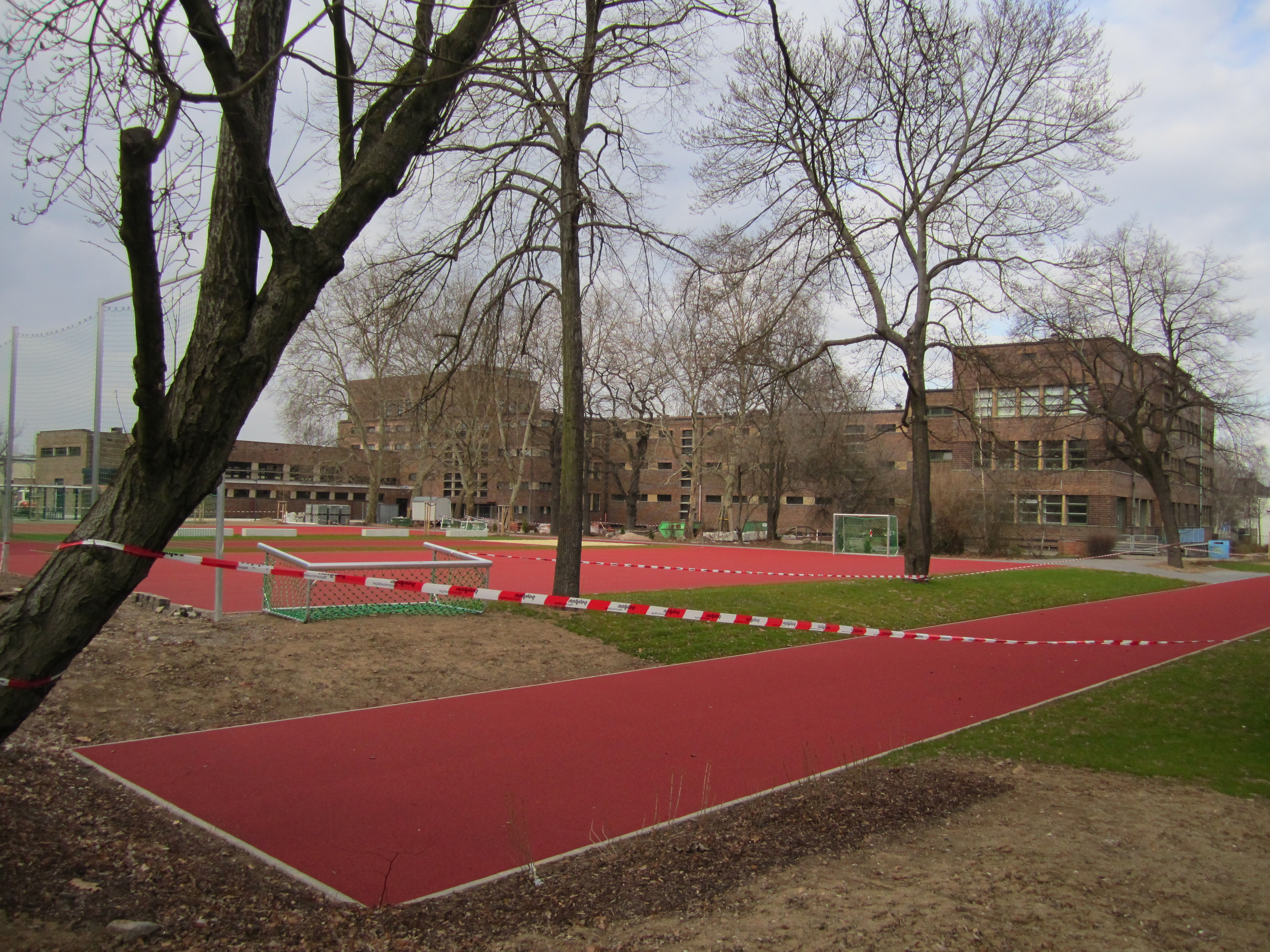
Pestalozzischule mit Schulhof

Die Pestalozzischule Zwickau ist eine Oberschule mit Ganztagsbetreuung in Zwickau. Der Schulabschluss erfolgt nach der zehnten Klasse. Das Gebäude ist einer der wenigen in der Architektur des Neuen Bauens der 1920er-Jahre errichteten Schulbauten Sachsens und steht unter Denkmalschutz.

## Geschichte
Die Planungsarbeiten für die Schule, die u. a. mit einem Lehrschwimmbecken ausgestattet ist, begannen 1926. Der Rohbau wurde 1928 fertiggestellt und am 7. Oktober 1929 durch den damaligen Zwickauer Oberbürgermeister Richard Holz eingeweiht.
Von 1942 bis Anfang 1950 war die benachbarte und spätere Käthe-Kollwitz-Oberschule im Obergeschoss des Pestalozzi-Schulgebäudes untergebracht.
An der Pestalozzischule Zwickau wurde das erste Schülerunternehmen im Landkreis Zwickau gegründet. Das Schülercafe Café Puschkin besteht seit 1999 und ist für die Pausenversorgung in der Schule verantwortlich. Heute wird das Schülercafé von der Pestalozzischule Zwickau und dem Schulspeiseunternehmen Elli Spirelli erfolgreich betrieben. Schüler und Lehrer der Pestalozzischule beteiligen sich freiwillig am Unternehmen.
Nach der Schließung der Pestalozzischule zog 2005/2006 die Puschkinschule in das Gebäude ein; erst Anfang 2010 erhielt die Schule den Namen „Pestalozzischule“ zurück.
2011 wurden die Sanierungsarbeiten der Schule beendet.

## Zukunftssicherung
In der Nachkriegs- und DDR-Zeit verfügte die Stadt Zwickau nicht über ausreichende finanzielle Mittel zur nachhaltigen Sicherung von Infrastruktur und Bausubstanz der Einrichtung. Nach der politischen Wende sank die Schülerzahl stetig, sodass auch der Weiterbetrieb einiger Zwickauer Schulen infrage gestellt wurde. Wegen der besonderen Architektur wurden Mittel zur Sanierung der Schule in die Finanzplanung der Stadt aufgenommen. Die Generalsanierung war ursprünglich von 2005 bis 2009 in drei Bauabschnitten geplant. Wegen unvorhergesehener Schwierigkeiten verzögerten sich einige Sanierungsarbeiten bis ins Jahr 2006. Das ursprüngliche gesteckte Ziel, die Sanierung zum 80. Geburtstag des Hauses abzuschließen, wurde nicht geschafft. Erst 2013 wurden die Arbeiten vollständig abgeschlossen. Die Gesamtkosten belaufen sich dann auf über 6,3 Millionen Euro.

## Angebote
Die Einrichtung bietet ihren Schülern 28 AGs und u. a. folgende besondere Angebote:
- Schülerunternehmen „Senioren ans Netz“
- Schülerunternehmen „Schülercafe“
- Schülerband
- Ganztagsangebote für Schüler der fünften und sechsten Klasse
- Berufsorientierung in Kooperation mit Zwickauer Unternehmen
- Methodentraining „Lernen lernen“ (Wir lernen das Lernen)
- Keyboardklasse
- spezielle Sportklasse

## Auszeichnungen
- Qualitätssiegel der Berufs- und Studienorientierung
- Schule mit Idee
- Schule ohne Rassismus